# Mir (editură)
Mir (în rusă Мир) este o editură de stat sovietică și rusă. A fost fondată în 1964 pe baza edițiilor științifice și tehnice ale Editurii de Literatură Străină și Editurii de Literatură în Limbi Străine. S-a specializat în producția de literatură științifică și tehnică și literatură populară tradusă, precum și science fiction și ficțiune.
Editura Mir a publicat traduceri în limba rusă ale unor monografii științifice străine, manuale și colecții tematice de matematică, fizică, astronomie, astrofizică, geologie, geofizică, inginerie, chimie, biologie, medicină, precum și traduceri în limbile engleză, germană, franceză, italiană, spaniolă și monografii și manuale în limba arabă pe aceleași teme. În plus, editura a publicat traduceri în limba rusă ale literaturii science fiction (de exemplu, Isaac Asimov, Ray Bradbury, Clifford D. Simak, Robert Sheckley și alții).
În 2006, împotriva editurii a fost deschis un proces de insolvență (faliment). Prin decizia Curții de Arbitraj din Moscova din 30 decembrie 2008, editura a fost declarată insolvabilă și au fost deschise proceduri de faliment împotriva sa, dar prin decizia Curții de Arbitraj din Moscova din 2 iunie 2009, procedura în acest caz a fost închisă, deoarece societatea a rambursat integral datoria față de creditori.